# Golina (powiat jarociński)
Golina – wieś sołecka w Polsce, w województwie wielkopolskim, w powiecie jarocińskim, w gminie Jarocin.
W latach 1975–1998 miejscowość należała administracyjnie do województwa kaliskiego.
W skład wsi wchodzą przysiółki: Bielawy, Golinka, Patoka.

## Położenie
Golina położona jest na Wysoczyźnie Kaliskiej, nad rzeką Lubieszką, ok. 5 km na południe od Jarocina i ok. 40 km na północny zachód od Ostrowa Wlkp.
Droga krajowa
15 Ostróda – Toruń – Gniezno – Golina – Trzebnica
Linia kolejowa
281 Chojnice – Gniezno – Jarocin – Golina – Krotoszyn – Oleśnica
W Golinie znajduje się przystanek kolejowy, na którym zatrzymują się pociągi Kolei Wielkopolskich relacji Poznań Główny – Milicz.

## Historia i współczesność
Pierwszym śladem osadnictwa jest pochodzące z wczesnego średniowiecza grodzisko znajdujące się na południowy zachód od wsi, opuszczone na początku X wieku prawdopodobnie w związku z pierwszym etapem ekspansji państwa Polan.
Miejscowość wzmiankowana była po raz pierwszy w 1338 roku przy okazji nadania jej wraz z innymi dobrami koźmińskimi Maćkowi Borkowicowi przez króla Kazimierza Wielkiego. Nazwa – golina, oznacza nieuprawianą, „gołą” ziemię. Miejscowość słynie z wyszywanych tu już od XV wieku snutek golińskich, czyli haftu wykonywanego na płótnie. W XVII wieku własność Noskowskich, potem Przyjemskich, do 1945 roku tytularnymi dziedzicami wsi była rodzina Moszczeńskich, której dworek doszczętnie spłonął pod koniec II wojny światowej. W XIX wieku przez Golinę przeprowadzono linię kolejową i założono stację, a także placówkę pocztową. Aż do wczesnych lat powojennych głównym źródłem utrzymania ludności było rolnictwo. W XIX wieku wybudowano ponadto gorzelnię, która została zburzona. Dzisiaj w tym miejscu znajdują się Zakłady Przemysłu Mięsnego Biernacki. W latach 1918–1939, podobnie jak dziś, wiele osób wyjeżdżało do pracy sezonowej za granicę, głównie za nieodległą wówczas granicę niemiecką.
Obecnie wieś ma charakter rolniczo-przemysłowy z niewielkim procentem osób zatrudnionych w usługach (głównie w handlu). Przeważa uprawa buraków cukrowych i pszenżyta oraz hodowla świń. Od 1999 roku wiele osób znajduje zatrudnienie w przemyśle mięsnym – aktualnie największym pracodawcą są lokalne Zakłady Mięsne. Z racji bogatych walorów przyrodniczo-krajobrazowych oraz położenia w bliskim sąsiedztwie Jarocina w Golinie znajduje się gospodarstwo agroturystyczne oraz motel. Wieś ma przedszkole, szkołę podstawową oraz gimnazjum.
W 2011 roku decyzją zebrania wiejskiego uchwalone zostało logo Sołectwa. Przedstawia ono golińskie drewniane Sanktuarium Matki Bożej Pocieszenia. Jest to jeden z najcenniejszych zabytków na terenie Wielkopolski. Kościół otaczają dwie snutki golińskie – wywodzący się z Goliny jedyny w swoim rodzaju biały haft nasnuwany na płótnie, znany na całym świecie.

## Zabytki
Kościół św. Andrzeja Apostoła ufundowany w XIV wieku. Według najświeższego datowania świątynia została zbudowana w latach 1334-1335, a więc w drugim roku panowania Kazimierza Wielkiego. W obecnej, barokowej formie pochodzi z lat 1726–1743.
Jest to świątynia jednonawowa, zbudowana z drewna oraz tzw. muru pruskiego, pokryta gontowym dachem. Według opinii dendrologa, prof. Tomasza Ważnego, obiekt wzniesiono z belek dębowych pozyskanych z drzew o wieku 250-300 lat, ściętych latem 1334 roku. Wewnątrz znajdują się trzy ołtarze z połowy XVII wieku – dwa boczne (jeden z wizerunkiem Matki Boskiej i św. Antoniego, drugi – św. Benona) oraz ołtarz główny, bogato rzeźbiony, z postaciami św. Piotra i św. Pawła, mieszczący słynący łaskami obraz Matki Boskiej Pocieszenia. Uwagę zwraca również rzeźbiona ambona z wizerunkiem proroka Jonasza w paszczy ryby oraz polichromia wykonana przez Antoniego Wiktora Gosienieckiego w 1935 roku. Kościół jest uznanym sanktuarium maryjnym z cudownym obrazem koronowanym w 1970 roku. Co roku odbywają się dwa odpusty: ruchomy na przełomie sierpnia (pierwsza niedziela po św. Augustynie) i września oraz 30 listopada.

## Urodzeni w Golinie
- Michał Skrzypczak – polski polityk, samorządowiec, powstaniec wielkopolski, burmistrz Międzychodu (1928–1939)[6].